# 第十方面艦隊
第十方面艦隊（だいじゅうほうめんかんたい）とは、昭和20年（1945年）2月5日に日本海軍が編制した方面艦隊である。新任司令長官は福留繁中将。司令部をシンガポールに置き、インドシナ半島とインドネシアを管轄区域とした。兵力部署においては当初「西部方面部隊」と呼称され、第四南遣艦隊（濠北部隊）と共に日本陸軍の南方軍隷下におかれた
マニラで孤立した南西方面艦隊司令部の指揮系統を引き継ぐ為に急遽編制されて第十艦隊となる所だったが、発足直前に方面艦隊に格上げされたのでこの幾分変わった部隊名称となった。

## 概要
太平洋戦争の進展に伴う戦線の伸張によって、日本海軍は広大化した勢力圏を複数の区画に分割し、それぞれに方面艦隊を設置して作戦行動を委任していた。緒戦の南方作戦によって掌握した東南アジア全域は南西方面艦隊の管轄区域となっていたが、アメリカ軍を基幹とする連合軍のフィリピン反攻作戦およびルソン島上陸作戦により、南西方面艦隊司令部（第三南遣艦隊司令部兼任）がマニラで孤立してしまったので、仏印（インドシナ）に駐留する第一南遣艦隊と、蘭印（インドネシア）の防衛を担当する第二南遣艦隊及び第十三航空艦隊の指揮が取れなくなった。
そこで上記の隷下部隊を南西方面艦隊から分離し、第五艦隊（第二遊撃部隊）も解隊再編し、それらを指揮する上部組織として新しく編制されたのが第十方面艦隊であった。
同時に南西方面艦隊の管轄はフィリピンのみとなった。
第十方面艦隊の司令部はシンガポールに置かれ、第一南遣艦隊司令部と第十三航空艦隊司令部を兼ねる形となった。臨時に設置されたものだったので当初の部隊序列は艦隊とされ、すでに第九艦隊までが存在していた事から第十艦隊となる所だったが、発足直前に方面艦隊に格上げする事が決まり、第十方面艦隊という名称に落ち着いたようである。
新編時には重巡洋艦で編制された第五戦隊、第四航空戦隊の伊勢型航空戦艦2隻が所属し、第二水雷戦隊（司令官古村啓蔵少将）の駆逐艦数隻も第十方面艦隊の指揮下にあった。四航戦と二水戦は北号作戦により第十方面艦隊の指揮を解かれ、日本本土へ帰投し、二度と東南アジアに再進出する機会はなかった。
3月10日、第四南遣艦隊が解隊され、所属戦力は第十方面艦隊に吸収された。

## 歴代司令長官
1. 福留繁中将：1945年2月5日[1] -（終戦）

## 歴代参謀長
1. 朝倉豊次少将：1945年2月5日[1] -（終戦）

## 隷下部隊

### 1945年2月5日の新編時
- 司令部附属
  - 第五戦隊 - 司令官橋本信太郎少将：羽黒、足柄[15]、大淀[注釈 7][注釈 8]
  - 第四航空戦隊[注釈 3] - 司令官松田千秋少将：日向、伊勢（北号作戦により第十方面艦隊の指揮下を離れ、連合艦隊附属となる）[注釈 1]
  - 砲艦「南海」、測量艦「白沙」
  - 軽巡洋艦「五十鈴」（修理中）[注釈 9]

- 第一南遣艦隊
- 第二南遣艦隊
- 第十三航空艦隊

### 1945年6月1日の最終時
- 司令部附属
  - 第5戦隊 -
  - 第33防空隊
  - 第105防空隊
  - 第36設営隊
  - 第201設営隊
  - 第202設営隊
  - 第203設営隊
  - 第224設営隊
  - 第232設営隊
  - 第25根拠地隊
  - 第7警備隊　
  - 第20警備隊　
  - 第21警備隊
  - 第26警備隊
  - 第27警備隊
  - 第29警備隊
  - 第27特別根拠地隊
  - 第28根拠地隊
  - 第18警備隊
- 第一南遣艦隊
  - 第9特別根拠地隊　
  - 第10特別根拠地隊　
  - 第44掃海隊
  - 第10港務部
  - 第10通信隊
  - 第11根拠地隊　
  - 第10警備隊
  - 第11警備隊
  - 第12特別根拠地隊　
  - 第14警備隊　
  - 第25警備隊
  - 第13特別根拠地隊
  - 第12警備隊　
  - 第13警備隊
  - 第17警備隊
  - 第15根拠地隊　
  - 第11駆潜隊　
  - 第9警備隊　
  - 第11潜水艦基地隊　
  - 第3110設営隊
- 第二南遣艦隊
  - 第21特別根拠地隊
  - 第3警備隊
  - 第4警備隊
  - 第5警備隊
  - 第6警備隊
  - 第21潜水艦基地隊
  - 第1港務部
  - 第21通信隊　
  - 第22特別根拠地隊　
  - 第2警備隊　
  - 第2港務部　　
  - 第23特別根拠地隊
  - 第8警備隊　　
  - 第7特設輸送隊
- 第十三航空艦隊
  - 第31海軍航空隊　零観×8、零式水偵×8
  - 第381海軍航空隊　零戦×15、雷電×15、練習機×10、一式陸攻×10
  - 第936海軍航空隊　零式水偵×6　
  - 第28航空戦隊　東海×6　零観×6
    - 馬来海軍航空隊　艦爆×15　艦攻×30　零観×13
    - 東印海軍航空隊　艦爆×8、艦攻×8、東海×8
    - 印支海軍航空隊　月光×12
- 所属艦艇
- 重巡洋艦:足柄[注釈 10]、妙高、高雄[注釈 11]
- 駆逐艦:神風
- 海防艦:第61号海防艦
- 特設砲艦:南海
- 敷設艦:初鷹、若鷹
- 潜水艦:4隻
- 通信艦艇:4隻
- 他46隻
- 輸送船:46隻
- 水雷艇:雉、雁
- 駆潜艇:第1号駆潜艇　第2号駆潜艇　第3号駆潜艇　第4号駆潜艇　第5号駆潜艇　第34号駆潜艇　第41号駆潜艇　第43号駆潜艇　第56号駆潜艇　第57号駆潜艇
- 哨戒艇:第2号哨戒艇
- 掃海艇:第8号掃海艇
- 哨戒艇:第36号哨戒艇　第106号哨戒艇　第109号哨戒艇

※他に、書類上の在籍として戦没した「羽黒」と「五十鈴」がある。